# Diplophoenicus arcanus
Diplophoenicus arcanus là một loài bọ cánh cứng trong họ Cebrionidae. Loài này được Dolin & Girard miêu tả khoa học năm 2003.